# Lac de Tuusula
Le lac de Tuusula (en finnois : Tuusulanjärvi , en suédois :  Tusby träsk) est un lac finlandais de la province de Finlande-Méridionale.

## Description
Le lac de Tuusula mesure 8 km de long et il s'étend sur le territoire des communes de Tuusula et de Järvenpää.
Sa superficie est d'environ 6,0 km2, sa profondeur moyenne de 3,2 m, sa profondeur maximale de 9,8 m et son volume de 19 000 km3.
À l'extrémité méridionale du lac se trouve l’agglomération de Hyrylä, centre de la municipalité de Tuusula ; à son extrémité septentrionale se trouve le centre de Järvenpää. 
La municipalité rurale de Tuusula est située sur la rive orientale du lac.

## Histoire
La rive orientale du lac est longée par la route Rantatie qui fut le chemin principal d'Helsinki  à Lahti.
Au début du XXe siècle, un groupe d'artistes habite le long de la Rantatie dont les plus connus sont Jean Sibelius, Pekka Halonen, Juhani Aho et Eero Järnefelt.
Les maisons de Pekka Halonen (Halosenniemi), de Sibelius (Ainola) et de Juhani Aho (Ahola) sont devenues des musées en bordure du lac.